# Alexis Souahy
Alexis Charles Gilles Souahy (ur. 13 stycznia 1995 w Montreuil) – komoryjski piłkarz grający na pozycji środkowego obrońcy. Od 2022 jest piłkarzem klubu New Mexico United.

## Kariera klubowa
Swoją karierę piłkarską Souahy rozpoczął w klubie Le Havre AC. W latach 2012–2014 grał w jego rezerwach. W 2014 roku wyjechał do Stanów Zjednoczonych. Łączył tam grę w zespołach uniwersyteckich Notre Dam Falcons i Bowling Green Falcons oraz zespole półamatorskim Michigan Bucks.
W 2018 roku Souahy został zawodnikiem grającego w USL Championship, Louisville City FC. Swój debiut w nim zaliczył 29 kwietnia 2018 w wygranym 3:1 domowym meczu z Philadelphią Union II. W Lousville City grał do końca 2021 roku.
Na początku 2021 Souahy został piłkarzem New Mexico United. Zadebiutował w nim 14 marca 2022 w zwycięskim 2:0 domowym spotkaniu z Las Vegas Lights.

## Kariera reprezentacyjna
W reprezentacji Komorów Souahy zadebiutował 31 grudnia 2021 w przegranym 1:2 towarzyskim meczu z Malawi, rozegranym w Dżuddzie. W 2022 został powołany do kadry na Puchar Narodów Afryki 2021. Na tym turnieju nie rozegrał żadnego meczu.